# لندن (أركنساس)
لندن (بالإنجليزية: London, Arkansas)‏ هي مدينة تقع في مقاطعة بوب، أركنسو بولاية أركنساس في الولايات المتحدة. تبلغ مساحة هذه المدينة 6.3 (كم²)، وترتفع عن سطح البحر 116 م، بلغ عدد سكانها 925 نسمة في عام 2000 حسب إحصاء مكتب تعداد الولايات المتحدة.

## التركيبة السكانية
حدّد مكتب تعداد الولايات المتحدة بيانات التركيبة السكانية للندن في تعداد الولايات المتحدة. في ما يلي، التركيبة السكانية حسب تعدادي 2000 و2010.

### تعداد عام 2000
بلغ عدد سكان لندن 925 نسمة بحسب تعداد عام 2000، وبلغ عدد الأسر 359 أسرة وعدد العائلات 269 عائلة مقيمة في المدينة. في حين سجلت الكثافة السكانية 112.3 نسمة لكل كيلومتر مربع (290.9/ميل2). وبلغ عدد الوحدات السكنية 413 وحدة بمتوسط كثافة قدره 50.1 لكل كيلومتر مربع (129.8/ميل2).
وتوزع التركيب العرقي للمدينة بنسبة 96.65% من البيض و0.32% من الأمريكيين الأفارقة و1.41% من الأمريكيين الأصليين و0.22% من الأمريكيين ذوي الأصول الآسيوية و1.41% من عرقين مختلطين أو أكثر و0.97% من الهسبانيون أو اللاتينيون من أي عرق.
بلغ عدد الأسر 359 أسرة كانت نسبة 37% منها لديها أطفال تحت سن الثامنة عشر تعيش معهم، وبلغت نسبة الأزواج القاطنين مع بعضهم البعض 59.9% من أصل المجموع الكلي للأسر، ونسبة 11.1% من الأسر كان لديها معيلات من الإناث دون وجود شريك،  بينما كانت نسبة 3.9% من الأسر لديها معيلون من الذكور دون وجود شريكة وكانت نسبة 25.1% من غير العائلات. تألفت نسبة 20.6% من أصل جميع الأسر من عدة أفراد يعيشون في نفس المنزل ونسبة 8.9% كانت تتألف من شخص يعيش بمفرده يبلغ من العمر 65 عاماً أو أكثر. وبلغ متوسط حجم الأسرة المعيشية 2.58، أما متوسط حجم العائلات فبلغ 2.97.
بلغ العمر الوسطي للسكان 35.8 عاماً. وكانت نسبة 26.4% من القاطنين تحت سن الثامنة عشر، وكانت نسبة 9.2% بين الثامنة عشر والرابعة والعشرين عاماً، ونسبة 29.1% كانت واقعةً في الفئة العمرية ما بين الخامسة والعشرين والرابعة والأربعين عاماً، ونسبة 22.4% كانت ما بين الخامسة والأربعين والرابعة والستين، ونسبة 13% كانت ضمن فئة الخامسة والستين عاماً فما فوق. يوجد لكل 100 أنثى 91.9 ذكر، ويوجد لكل 100 أنثى في الثامنة عشر من عمرها فما فوق 98.5 ذكر.
بلغ متوسط دخل الأسرة في المدينة 30,804 دولارًا، أما متوسط دخل العائلة فبلغ 36,172 دولارًا. وكان متوسط دخل الذكور 28,036 دولارًا مقابل 17,391 دولارًا للإناث. وسجل دخل الفرد الخاص بالمدينة 14,815 دولارًا. وكانت نسبة 8% من العائلات ونسبة 13.6% من السكان تحت خط الفقر، وكان من هؤلاء نسبة 21.5% تحت سن الثامنة عشر ونسبة 15.5% في الخامسة والستين من العمر وما فوق.

### تعداد عام 2010
بلغ عدد سكان لندن 1,039 نسمة بحسب تعداد عام 2010، وبلغ عدد الأسر 403 أسرة وعدد العائلات 285 عائلة مقيمة في المدينة. في حين سجلت الكثافة السكانية 126.1 نسمة لكل كيلومتر مربع (326.6/ميل2). وبلغ عدد الوحدات السكنية 448 وحدة بمتوسط كثافة قدره 54.4 لكل كيلومتر مربع (140.9/ميل2).
وتوزع التركيب العرقي للمدينة بنسبة 94.90% من البيض و0.38% من الأمريكيين الأفارقة و0.67% من الأمريكيين الأصليين و0.87% من الأمريكيين ذوي الأصول الآسيوية و0.19% من الأعراق الأخرى و2.98% من عرقين مختلطين أو أكثر و1.44% من الهسبانيون أو اللاتينيون من أي عرق.
بلغ عدد الأسر 403 أسرة كانت نسبة 34.7% منها لديها أطفال تحت سن الثامنة عشر تعيش معهم، وبلغت نسبة الأزواج القاطنين مع بعضهم البعض 52.1% من أصل المجموع الكلي للأسر، ونسبة 13.4% من الأسر كان لديها معيلات من الإناث دون وجود شريك،  بينما كانت نسبة 5.2% من الأسر لديها معيلون من الذكور دون وجود شريكة وكانت نسبة 29.3% من غير العائلات. تألفت نسبة 22.3% من أصل جميع الأسر من عدة أفراد يعيشون في نفس المنزل ونسبة 8.2% كانت تتألف من شخص يعيش بمفرده يبلغ من العمر 65 عاماً أو أكثر. وبلغ متوسط حجم الأسرة المعيشية 2.58، أما متوسط حجم العائلات فبلغ 2.96.
بلغ العمر الوسطي للسكان 37.9 عاماً. وكانت نسبة 24.6% من القاطنين تحت سن الثامنة عشر، وكانت نسبة 9.4% بين الثامنة عشر والرابعة والعشرين عاماً، ونسبة 23.3% كانت واقعةً في الفئة العمرية ما بين الخامسة والعشرين والرابعة والأربعين عاماً، ونسبة 29.7% كانت ما بين الخامسة والأربعين والرابعة والستين، ونسبة 12.9% كانت ضمن فئة الخامسة والستين عاماً فما فوق. وتوزع التركيب الجنسي للسكان بنسبة 49.3% ذكور و50.7% إناث.

## أعلام
- والتر شميت
- بروكس هايز

## وصلات خارجية
- The US50 - Cities and Towns in Arkansas State
- 2012 United States Census Estimate